# Marion Johanning

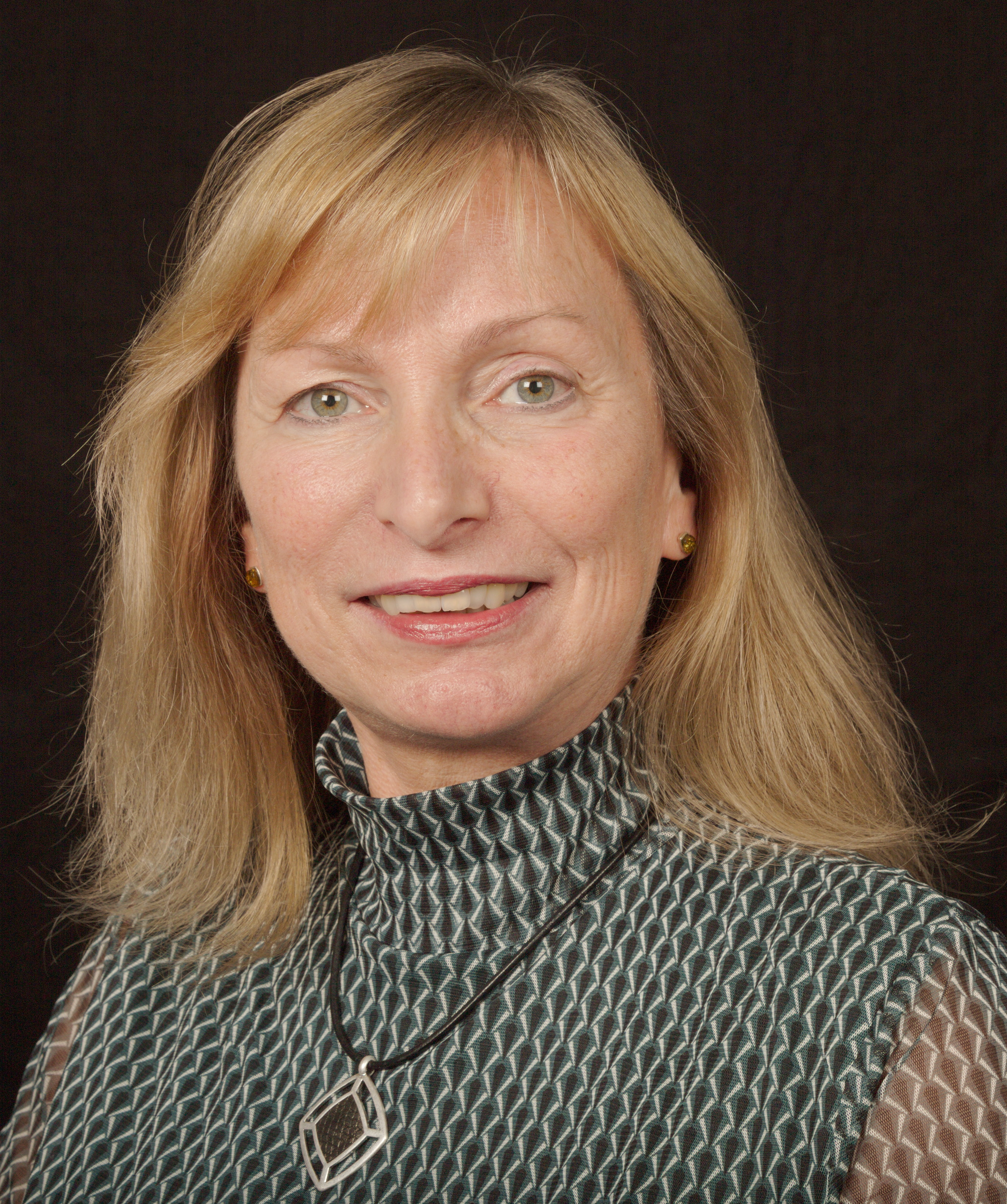
Marion Johanning Frankfurter Buchmesse 2018

Marion Johanning (* 1962 in Lippstadt) ist eine deutsche Schriftstellerin.

## Leben
Marion Johanning wuchs in mehreren Orten in Nordrhein-Westfalen auf, studierte später in Mannheim und arbeitete im öffentlichen Dienst, wo sie verschiedene Tätigkeiten ausübte. Sie schrieb zuerst Gedichte und Kurzgeschichten, die ab 2000 in Jahrbüchern, Zeitschriften und Anthologien publiziert wurden. Heute schreibt sie historische und zeitgenössische Romane.
2015 veröffentlichte Johanning ihren ersten Roman Aelia, die Kämpferin. Ihr Mittelalterroman Die honigsüßen Hände (2016) und die Romane der Rhein-Trilogie (2018–2020), die bei Tinte & Feder (Amazon Publishing) erschienen, wurden alle zu Bestsellern. In den Romanen Was uns durch die Zeiten trägt und Was uns zueinander führt (2021), die eine zweiteilige Serie bilden, greift Johanning das Schicksal ihrer aus Schlesien stammenden Familie zur Zeit des Zweiten Weltkriegs und danach in einer fiktiven Handlung auf. Die Romane der Serie Neue Zeiten (2023–2024) schildern ein Familienschicksal im Köln der Nachkriegsjahre.
Johanning ist Mitglied der Gruppe Homer, einer Vereinigung von Autoren aller historischen Genres. Sie lebt als freie Autorin mit ihrer Familie in der Nähe von Köln.

## Werke

### Romane
- Aelia, die Kämpferin. 2015/2016, ISBN 978-3-95813-029-6.
- Die honigsüßen Hände. 2016, ISBN 978-1-5039-5467-0

#### Rhein-Trilogie
- Der fremde Reiter. 2018, ISBN 978-1-5420-4978-8.
- Die verborgenen Schwestern. 2018, ISBN 978-2-919804-80-1.
- Die siebte Schwester. 2020, ISBN 978-2-496-70138-8.

#### Serie Luise und Marian
- Was uns durch die Zeiten trägt. 2021, ISBN 978-2-496-70711-3.
- Was uns zueinander führt. 2021, ISBN 978-2-496-70784-7.

#### Serie Neue Zeiten
- Der Klang eines neuen Lebens. 2023, ISBN 978-2-496-71339-8.
- Lieder des Wandels. 2024, ISBN 978-2-496-71344-2
- Die Melodie des Aufbruchs. 2024, ISBN  978-2496716986

### Hörbücher
- Der fremde Reiter. 2020, gelesen von Gabriele Blum, 13 h 7 min.
- Die verborgenen Schwestern. 2024, gelesen von Gabriele Blum, 12 h 48 min.
- Die siebte Schwester. 2024, gelesen von Gabriele Blum, 11 h 18 min.
- Was uns durch die Zeiten trägt. 2024, gelesen von Esther Barth, 16 h 26 min.
- Was uns zueinander führt. 2024, gelesen von Esther Barth, 14 h 11 min.
- Der Klang eines neuen Lebens. 2024, gelesen von Marylu Poolman, 10 h 53 min.
- Lieder des Wandels. 2024, gelesen von Marylu Poolman, 9 h 18 min.
- Die Melodie des Aufbruchs. 2024, gelesen von Marylu Poolman, 10 h 8 min.

## Weitere Veröffentlichungen (Auswahl)
- Der Gestank (Kurzgeschichte). Landesgartenschau Trier 2004
- Die Erinnerungskiste. Jahrbuch der Schlesier 2005, ISBN 3-925362-27-4
- Wir können stolz sein (Gedicht). Text des Monats August 2006 der Stadt Dortmund, Hrsg. Stadt- und Landesbibliothek Dortmund
- Oh Gott, was für eine Kirche in: Lauter kleine Bühnen, Anthologie, 2007, ISBN 978-3-8334-9213-6